# James Shaw (Radsportler)
James Shaw (* 13. Juni 1996 in Nottingham) ist ein britischer Radrennfahrer, der auf der Straße aktiv ist.

## Sportlicher Werdegang
Nach dem Wechsel in die U23 wurde Shaw 2015 Mitglied im Lotto-Soudal U23-Team. Mit dem Team wurde er 2016 Dritter beim Flèche Ardennaise. Zur Saison 2017 wurde er in das UCI WorldTeam von Lotto Soudal übernommen. In den zwei Jahren im Team blieb er jedoch ohne nennenswerte Ergebnisse, so dass sein Vertrag nicht verlängert wurde.
Nachdem auch kein Vertrag mit einem anderen Profiteam zu Stande gekommen war, wurde Shaw 2019 Mitglied im britischen UCI Continental Team SwiftCarbon Pro Cycling. Als Fünfter der Tour de Yorkshire und Vierter der Tour du Loir-et-Cher 2019 wechselte er zur Saison 2020 zum UCI ProTeam Riwal Readynez Cycling. Auch bei diesem Team konnte er sich nicht etablieren und blieb ohne Top-10-Ergebnis.
Daraufhin kehrte Shaw 2021 wieder auf die kontinentale Ebene zurück und wurde Mitglied im Team Ribble Weldtite Pro Cycling. Mit fünften Plätzen im Gesamtklassement der Slowenien-Rundfahrt und der Tour of Norway weckte er erneut das Interesse der Profiteams und erhielt ab 2022 einen Vertrag beim UCI WorldTeam EF Education-EasyPost. Seine bisher wichtigsten Ergebnisse für das Team waren der sechste Gesamtrang bei der Tour de Wallonie 2022, der zweite Gesamtrang bei der Settimana Internazionale Coppi e Bartali 2023 und der fünfte Platz auf der sechsten Etappe der Tour de France 2023.

## Erfolge
2014
- Kuurne–Brüssel–Kuurne (Junioren)

## Wichtige Platzierungen
| Grand Tour            | 2022 | 2023 | 2024 | 2025 |
| --------------------- | ---- | ---- | ---- | ---- |
| Giro d’ItaliaGiro     | –    | –    | –    | 76   |
| Tour de FranceTour    | –    | DNF  | –    |      |
| Vuelta a EspañaVuelta | 86   | –    | 98   |      |